# Сангоба
Сангоба́ (тадж. Сангоба) — село у складі Хатлонської області Таджикистану. Входить до складу Наврузького джамоату району Носірі Хусрава.
Назва села означає «кам'яниста річка», складається з санг (камінь) та об (річка).
Населення — 6415 осіб (2017).